# 马尔利城
马尔利城（法語：Marly-la-Ville，法語發音：[maʁli la vil] ⓘ）是法国法兰西岛大区瓦兹河谷省的一个市镇，属于萨塞勒区。

## 地理
马尔利城（49°4'51"N, 2°29'58"E）面积8.62 平方千米，位于法国法蘭西島大區瓦兹河谷省，该省份为法国北部内陆省份，北起瓦兹省，西接厄尔省，南至塞纳-圣但尼省、上塞纳省和伊夫林省，东临塞纳-马恩省。
与马尔利城接壤的市镇（或旧市镇、城区）包括：贝尔方丹、福斯、卢夫尔、法蘭西地區皮瑟、圣维茨、维勒龙。

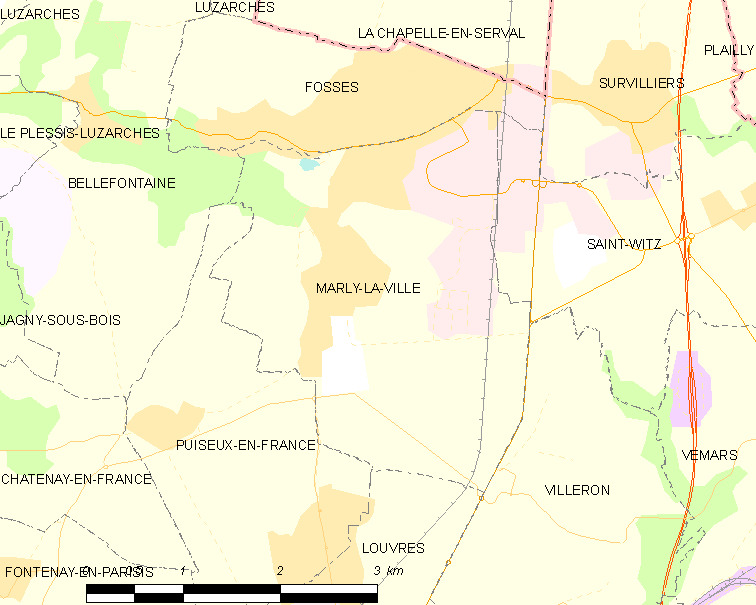
马尔利城的OSM定位图

马尔利城的时区为UTC+01:00、UTC+02:00（夏令时）。

## 行政
马尔利城的邮政编码为95670，INSEE市镇编码为95371。

## 政治
马尔利城所属的省级选区为古桑维尔县。

## 人口

1962-2008年间马尔利城人口变化图示

马尔利城于2022年1月1日时的人口数量为5852人。